# بهترین‌دهان‌ها
بهترین‌دهان‌ها (نام علمی: Aristostomias) نام یک سرده از تیره اژدهاماهیان است.